# Cosmarium punctulatum
Cosmarium punctulatum is een soort uit het sieralgengeslacht Cosmarium.

## Ecologie
Cosmarium punctulatum komt voor in zoete, meso-eutrofe, zwak zure tot basische wateren.

## Ondersoorten
Binnen de soort worden twee ondersoorten onderscheiden.
- Cosmarium punctulatum subsp. punctulatum
- Cosmarium punctulatum subsp. subpunctulatum